# Flandern-Rundfahrt 1967
Die Flandern-Rundfahrt 1967 war die 51. Austragung der Flandern-Rundfahrt, ein belgisches Eintagesrennen im Straßenradsport. Es wurde am 2. April 1967 über eine Distanz von 245 km von Gent nach Merelbeke ausgetragen. Sieger wurde Dino Zandegù aus Italien.

## Rennen
175 Radrennfahrer stellten sich dem Starter in Gent. Die Flandern-Rundfahrt gehörte zur Rennserie Super Prestige Pernod 1967. Nach seinen Siegen bei Mailand–Sanremo und Gent–Wevelgem war Eddy Merckx der Favorit des Rennens. Der Rennverlauf wurde von Kälte, Wind und Dauerregen geprägt. Fast 200 Kilometer lang währte ein Ausreißversuch von sechs Fahrern, die erst an der Mauer von Geraardsbergen eingeholt wurden. Merckx konzentrierte sich auf Felice Gimondi, der an diesem Tag allerdings für seinen Teamkollegen Zandegù fuhr. Fünf Kilometer vor dem Ziel setzte sich Zandegù mit Foré von der Gruppe ab. Der Italiener gewann den Zielsprint klar. 92 Fahrer errichten das Ziel.

## Ergebnis
| Platz | Fahrer              | Team                     | Zeit              |
| ----- | ------------------- | ------------------------ | ----------------- |
| 1.    | Dino Zandegù        | Salvarani                | 6: 16: 00 Stunden |
| 2.    | Noël Foré           | Goldor–Gerka             | gl. Zeit          |
| 3.    | Eddy Merckx         | Peugeot–BP–Michelin      | + 0: 20 Min.      |
| 4.    | Felice Gimondi      | Salvarani                | gl. Zeit          |
| 5.    | Barry Hoban         | Mercier–BP–Hutchinson    | gl. Zeit          |
| 6.    | Willy Monty         | Pelforth–Sauvage–Lejeune | gl. Zeit          |
| 7.    | Guido Reybrouck     | Romeo–Smiths             | + 0:30 Minuten    |
| 8.    | Herman Van Springel | Dr. Mann-Grundig         | gl. Zeit          |
| 9.    | Jan Janssen         | Pelforth–Sauvage–Lejeune | gl. Zeit          |
| 10.   | Gerben Karstens     | Televizier–Batavus       | gl. Zeit          |